# Jean-Marie Alaize
 (juillet 2021).
Si vous disposez d'ouvrages ou d'articles de référence ou si vous connaissez des sites web de qualité traitant du thème abordé ici, merci de compléter l'article en donnant les références utiles à sa vérifiabilité et en les liant à la section « Notes et références ».
Jean-Marie Alaize, né le 29 octobre 1941 à Montélimar, est un homme politique français.

## Biographie
Jean-Marie Alaize est le deuxième enfant d'Antoine Marcellin Alaize et de Victoria Marthe Bérenger. Il réalise sa scolarité à l'école publique de Cléon-d'Andran (Drôme), puis au collège-lycée de Montélimar, il obtient le certificat d'études primaires, le brevet et le baccalauréat 1re et 2e parties (mention AB). Il obtient aussi le certificat d'études littéraires générales (CELG) au Lycée Champollion à Grenoble (Classe de Lettres Supérieures) mention B. Il fait un IPES Philosophie - Université de Grenoble de 1962 à 1965 et un CAPES de philosophie en 1967. Il commence sa carrière comme professeur de philosophie au Lycée Emile Loubet à Valence de 1965 à 1966, au lycée d'Aubenas (devenu Marcel Gimond) de 1967 à 1981, au lycée Vincent d'Indy à Privas de 1987 à 1988, puis au lycée Gabriel Faure à Tournon de 1994 à 1997. Marié et père 5 enfants, il a trois enfants issus de son premier mariage en 1962 Gilles, Stéphane et Philippe, et deux, Frédéric et Pierre, du second en 1980. 
La carrière politique de Jean-Marie Alaize commence en mars 1971 quand il se présente sur la liste de gauche de Jean Primet pour les municipales à Aubenas mais la liste sera battue par celle de l'ancien député CDP Jean Moulin. Yves Serre le choisit comme suppléant lors des législatives de 1973, mais Serre et Alaize sont nettement battus. En mars 1976, il se porte candidat lors des cantonales pour briguer la succession de Marcel Molle, et il réussit à battre le maire d'Aubenas Bernard Hugo (son ancien proviseur). Jean-Marie Alaize devient le porte-parole du PS au Conseil général aux côtés de jeunes élus comme Yves Serre, Robert Charra, Christian Lavis... Il est battu lors des législatives de 1978 où il arrive seulement en quatrième position derrière Liogier, Moulin et Vidal. Candidat lors des législatives de juin 1981, il est élu député avec 53,55 % des voix face au député sortant RPR Albert Liogier mais l'année suivante il perd son siège de conseiller général face à Bernard Hugo et il est encore défait lors des municipales de 1983 à Saint-Étienne-de-Fontbellon face à Maurice Champel. Second de la liste socialiste en mars 1986 pour les législatives (derrière Robert Chapuis), il est battu mais il réussit à se faire élire au Conseil régional Rhône-Alpes. 
Le 12 juin 1988, Jean-Marie Alaize fait son retour à l'Assemblée nationale grâce à sa victoire sur Jean-François Michel (UDF) à la surprise générale et le 19 mars 1989, il est élu maire de Vals-les-Bains avec 46,05 % contre le maire UDF sortant Jean-Paul Ribeyre (fils de Paul Ribeyre) avec 34,90 % et la candidate sociaux-professionnel Anne-Marie Bonhomme di Mayo 19,05 %. Largement battu par Jean-Marie Roux en mars 1993 lors de la vague bleu des législatives, il perd aussi la même année son mandat de maire lors d'une partielle face à Jean-Claude Flory à la suite de la dissolution de son conseil municipal qui était en crise depuis 1990. Alaize échouera à reprendre la mairie de Vals en 1995.

## Détail des fonctions et des mandats
Mandats parlementaires
- 21 juin 1981 - 16 mars 1986 : Député de la 3e circonscription de l'Ardèche
- 12 juin 1988 - 1er avril 1993 : Député de la 3e circonscription de l'Ardèche

Mandats Locaux
- 14 mars 1976 - 14 mars 1982 : Conseiller général du canton d'Aubenas
- 16 mars 1986 - 22 mars 1992 : Conseiller régional de la région Rhône-Alpes
- 24 mars 1989 - 2 octobre 1993 : Maire de Vals-les-Bains
- 2 octobre 1993 - 11 mars 2001 : Conseiller municipal de Vals-les-Bains